# Guild Wars
A Guild Wars egy interneten játszható fantasy szerepjáték-sorozat, amelynek fejlesztője a Blizzard Entertainmenttől távozó alkalmazottak által alapított ArenaNet, míg kiadója a koreai NCsoft. Mivel számos jellemzőjével eltér hagyományos MMORPG játékoktól, ezért az alkotók inkább a competitive online role-playing game (CORPG) megnevezést használták a programra. Három önállóan futtatható játék (Prophecies, Factions, Nightfall), illetve egy kiegészítő (Eye of the North) alkotja a sorozatot.
A játék cselekményének színhelye Tyria világa, az egyes részek pedig újabb és újabb tájaira engedtek betekintést, illetve új történetszálakat vezettek be, melyek végén a játékos által megalkotott és irányított hős megmenti a világot az újonnan érkező veszedelmektől. Más játékosok által irányított hősök mellett lehetőség nyílik a gép által vezérelt, nem játékos karakterekkel is végigjátszani a Guild Wars történetét. Emellett a játék másik fontos része a játékosok egymás elleni küzdelme (PvP), ami az erre a célra kijelölt arénákban zajló csapatalapú harcokat jelent. A hasonló játékoktól eltérően a Guild Wars lehetőséget biztosít arra, hogy a játékos egyből maximális szintű hőst készítsen el, ám ezen karakterek mozgástere a már említett területekre szűkül.
További fontos eltérés, hogy a játékért az egyes epizódok árain felül semmilyen havidíjat nem kell fizetni, illetve viszonylag alacsony az elérhető maximális szint több hasonló játékkal összehasonlítva. Az egyes karakterek egyszerre csak egy nyolc képességből álló összeállításból válogathatnak, ezek változtatására a városokon belül van lehetősége a játékosnak.
Mind a négy részt pozitív kritikák fogadták és számos díjat nyert el. 2009 áprilisában a kiadó bejelentette, hogy a sorozat tagjainak eladásai túllépték a 6 millió példányt. 2007 márciusában bejelentették a játék folytatását, Guild Wars 2 néven, mely 2012. augusztus 28-án jelent meg.

## Játékmenet
A játékban tízféle karakter létezik, egymástól kinézetileg, valamint képességileg teljesen eltérnek. A játék elején a játékos kiválaszthatja, hogy a kampányokkal, vagy a maximális szinten – de csak másik játékosok ellen – szeretne-e játszani. A külső tulajdonságok közt szerepel a ruha színe, az arc kinézete, a haj színe valamint a magasság. Az egyes, úgynevezett foglalkozásokon (profession) belül eltérnek a különböző tulajdonságok. Így rendkívül sokféle variáció létezik a leendő játékosok számára.

## Kasztok
A választható foglalkozások (profession):
WarriorLovagi páncélokat hordanak, háromféle fegyvert hordanak a kezükben (fejsze, kard, és harci kalapács), általában magas az életerejük, a támadásuk, és a védelmük, viszont gyenge a varázserő regenerálódásuk, valamint a képességeik főleg a közelharci támadásra összpontosulnak.
RangerKülönféle hatótávolságú íjakat használ. Szelídíthet maga mellé állatot, csapdákat rakhat le, megidézheti a természet szellemeit.
MonkA szerzetesek elsődlegesen a gyógyításra specializálódtak, de akad köztük sok támadó is.
ElementalistVarázslataik a négy őselem (tűz, víz, föld, levegő) köré összpontosul, magas energiájuk és energiaszerzési képességüket az alacsony védelem és életerő kompenzálja.
MesmerA 18-19 századi polgársághoz, valamint az akkori színészvilághoz hasonló ruháik vannak, képességeik elsősorban a trükkös támadások köré fonódtak. Kampányokban ritkán látni, mert elsősorban más játékosok ellen erősek, de nem játékos (NPC) ellenfelek ellen gyengék.
NecromancerElsősorban a körülöttük található holttestekből merítik a képességeiket, egy szellemidéző képes főleg húsból álló élőhalottakat (minionokat) előidézni más holttestekből, amik aztán segítik a harcban.
Ez a hat karakter mind a három kampányban elérhető, de más képességekkel és kinézettel rendelkeznek.
AssassinA japán ninja kinézetű játékosok mindkét kezükben egy-egy tőrt tartanak, elsődleges képességeik az erős támadásra összpontosul.Különböző kombinált támadásokat használnak úgynevezett támadásláncot.
RitualistFőleg szellemeket (ún. Spirit) idéznek meg, amik ideiglenes előnyökkel látják el a gazdát, vagy a társait, némelyik harcolni is tud.
Ez a kettő csak a Factions nevű kampányból indítható.
ParagonA távolsági, dárdákat dobáló kaszt szintén sokoldalú, viszont képességei nem annyira változatosak mint a többi kasztnak.
DervishEz a török dervis papokról mintázott foglalkozás. A köpönyegszerű dervis ruhán kívül elsődleges ismertetőjelük a harci kasza.
Ez a kettő pedig csak Nightfall nevű kampányból indítható.
A különböző kasztok (vagy foglalkozások) különböző képességekkel bírnak, de funkciójuk szerint több alcsoportra lehet osztani ezeket (attribute). Ezekre a 20. szint elérésével összesen 200 pontot tud áldozni a játékos, ezzel erősítve az adott csoporton belül található képességek (skill) erejét. Szintet lépni egy bizonyos tapasztalati pont elérésével lehet, amit pedig ellenfelek ölésével, vagy feladatok elvégzésével kap a játékos. A 20. szint elérése után nem fog fejlődni sem a szint, sem pedig a képességi pont, viszont fog az úgynevezett skill-point, amiket képességek vásárlására lehet felhasználni.

### Területek
A játék során két különböző területtel lehet találkozni: A helységekkel (ami lehet állomás, küldetés kezdése, vagy város), ahol tud kereskedni, küldetéseket (quest), vagy feladatokat (mission) elvállalni, partikat (játékosok akik közt megoszlik a kapott pénz, tapasztalati pont) szervezni, valamint a képességeit elrendezni, felkészülni a harcra. A másik, felfedezhető területeken (explorable areas) pedig ellenfelekkel harcolhat, vállalhat küldetéseket. A helységgel ellentétben itt nem növelheti (vagy csökkentheti) a képességei erejét, valamint nem változtathat a 8 képességéből álló felépítésén (build), továbbá nem találkozik másik játékosokkal, csupán a parti tagjaival. A parti maximum 8 főből állhat, a tagjai közt megoszlik a kapott tapasztalati pont, valamint a kapott pénz értéke, továbbá az esetleges tárgyak véletlenszerűen osztódnak szét. Ha egy partiban nincs maximális számú játékos, akkor hívhatnak csatlóst (henchmen), amit nem játékos irányít. A henchmen lehet hős (hero) is, ezt csak a Nightfall, vagy Eye of the North nevű részekkel rendelkező emberek hívhatják, ezeknek be lehet állítani mindenét, amit egy játékos is tud, de ezekből játékosonként maximum 3 lehet egyszerre jelen.

### Játékos elleni harc
A játékosok mérkőzhetnek egymás ellen, általában valamilyen harc által. A csak erre szabott (PVP-only) karakterek csak itt játszhatnak, viszont a kampányokban kezdő játékosok a 20. szint elérése után játszhatnak itt. Minden felhasználó kap tapasztalati pontot, valamint különböző frakciós pontokat (fractions), amiket beválthat ajándékokra (tárgyak, képességek), vagy támogathatja velük a klánját. A PVP kampánytól független, de minimum egy kampány megvétele kell az eléréséhez.
Több fajta játékmód létezik az egymás elleni harcra:
Random Arena4-4 játékos küzd egymás ellen. Itt nem alkothatnak csapatokat a játékosok, a játék véletlenszerűen válogatja be őket.
Team Arena4 vs. 4 játékos, 5 győzelem kell egymás után a random arénában, hogy a játékos ide kerülhessen. Itt már szervezhetnek partikat. (A 2009. október 22-i frissítés óta ezt kivették a játékból, helyette a Codex Arena van.)
Codex Arena4 vs. 4 játékos, sokban hasonlít a team arenahoz, de annyi különbséggel, hogy 24 óránként változnak a felhasználható skillek, ezzel is biztosítva a változatosságot és kihívást.
Herores' Ascent8 vs. 8, folytasásos versenysorozat, különböző játékmódokkal.
Guild BattlesKét klán harcol egymással (8 vs. 8). A lényege, hogy megöljék a klán mestert (nem játékos).
Alliance BattlesKét szövetség (luxon és kurzick) harcol egymással (3 partiból áll, partinként 4-4 fő, tehát 12 vs. 12)
Competitive MissionsSzintén a két szövetség közt zajló különböző játékmódokból álló versenysorozat. Competetive Missionsön belül található a :
Jade Quary : 8 Luxon és 8 Kurzick küzd egymás ellen. Az a lényeg hogy a kurzikok pakolói ( olyan mint egy élő fa ) és a Luxonok pakolói ( nagy harci teknős) bevigyék a bizonyos pontokból a köveket.
Hero BattlesA herokkal rendelkező játékosok mérik össze itt erejüket a hősök segítségével. (A 2009. október 22-én megjelenő frissítéssel eltávolították a játékból, a köztudott csalások miatt.)

### Klánok
A klánok több játékosból álló szerveződések, nemcsak szociális alapokon, de a tapasztalt játékosok részéről segítség, a játék részéről pedig előnyöket jelent a tagoknak. A szövetségek (alliance) több klánból állnak, két fajta szövetség irányzat létezik, kurzick, és luxon. A szövetségek alapítása, valamint a vele kapcsolatos elemek a factions kampányban találhatók meg.